# 鳳来寺道
鳳来寺道（ほうらいじみち）は、東海道御油宿から愛知県新城市の鳳来寺山の山頂付近にある鳳来寺へ延びる街道。

## 概要
秋葉山本宮秋葉神社と並んで、この地方では数多くの参詣者を集めた。
愛知県豊田市から新城市に伸びる国道420号も「鳳来寺街道」と名乗る。
以前は新城方面より鳳来寺鉄道が通っていたなど参拝客も多かった。